# Раша (река)
Река Раша (итал. Arsa, лат. Arsia flumen) је 23 км дуга река у источном делу полуострва Истре (Истарска жупанија), Република Хрватска. Извире у Чепићком пољу, а улива се у Рашки залив у Јадранском мору. Дужином свог тога, ова река је други водоток на хрватском делу истарског полуострва. Поречје река обухвата 279 км².
Рашки залив је дуг 12 км, широк и до 1 км, добро је заштићен и користи се као лука. Цео ток реке Раше кроз усечену долину је мелиорисан, па се користи за пољопривреду, а у делу речне долине налази се истоимени градић - Раша, рударско насеље. 
У античком добу река Раша била је важна етничка и политичка граница између илирских племена Хистра и Либурна, а касније између Италије и Далмације (Либурније).

## Препоручена литература
- B. Valušek, Gustavo Pulitzer Finali, Raša/Arsia, Rovinj, 2000.